# クロアチア・ラジオ放送チャート
クロアチア・ラジオ放送チャート（クロアチア・ラジオほうそうチャート）は、クロアチアの音楽チャート。これは毎週、クロアチア国営放送 (HRT) の HR2 Radio が40位までを発表するが、ウェブサイトでは100位まで見られる。このチャートは、クロアチアの約40局のラジオ局が流す曲目を HRT が集計したものである。2002年9月16日に開始され、ネット上のアーカイブは2011年5月2日の分から見られる。